# Новате Миланезе
Новате Миланезе (итал. Novate Milanese) је насеље у Италији у округу Милано, региону Ломбардија.
Према процени из 2011. у насељу је живело 19758 становника. Насеље се налази на надморској висини од 149 м.

## Становништво
Према резултатима пописа становништва 2011. у општини је живело 19.938 становника.
| 1931. | 1936. | 1951. | 1961.  | 1971.  | 1981.  | 1991.  | 2001.  | 2011.  |
| ----- | ----- | ----- | ------ | ------ | ------ | ------ | ------ | ------ |
| 4.886 | 5.618 | 7.078 | 11.681 | 17.121 | 20.484 | 20.357 | 19.889 | 19.938 |